# Antônio Benedito da Silva
Antônio Benedito da Silva, besser bekannt als Toninho, (* 23. März 1965 in Campinas) ist ein ehemaliger brasilianischer Fußballspieler. 

## Karriere
Der 1,86 Meter große Mittelfeldspieler begann seine Karriere 1985 beim Verein EC XV de Novembro (Jaú). 1985 wechselte Toninho zu Portuguesa, dort stand er für vier Jahre unter Vertrag stand. 1985 absolvierte er 19 Ligaspiele und schoss dabei viermal ins Tor. Im folgenden Jahr bestritt er 28 Ligaspiele und traf neunmal. 1988 absolvierte er 23 Ligaspiele und erzielte sieben Treffer. In seiner letzten Spielzeit für Portuguesa kam er in 17 Ligaspielen zum Einsatz und schoss vier Tore. 1990 unterschrieb er einen Vertrag beim Guarani FC, wo er in einer Saison fünf Tore erzielte. 1991 unterschrieb Toninho einen Vertrag bei Flamengo Rio de Janeiro, bei welchem er für ein Jahr unter Vertrag stand. Während der Spielzeit bestritt er acht torlose Ligaspiele.
Nach sechs Jahren in Brasilien wechselte er für eine Spielzeit nach Japan zu den Yomiuri Giants, bei welchem er für 22 Ligaspiele bestritt und 18 Tore erzielte. Außerdem absolvierte fünf Spiele ohne Torerfolg im Kaiserpokal und bestritt genau so viele Spiele im J. League Cup, wo er jedoch zehnmal treffen könnte. Für den Kaiserpokal und den J. League Cup unterzeichnete er 1992 einen Vertrag beim Verein Shimizu S-Pulse. Von 1993 bis 1995 spielte Toninho für Shimizu S-Pulse. Nachdem er in seiner ersten Saison einige Anlauf Schwierigkeiten hatte (6 Spiele/3 Tore), lief es in den Jahren 1994 (44 Spiele/22 Tore) und 1995 (25 Spiele/11 Tore) bedeutend besser. Nach drei Jahren bei Shimizu S-Pulse kehrte  er 1996 nach Brasilien zurück und unterschrieb einen Vertrag beim CR Vasco da Gama. Dort gelangen ihm nochmals zwei Treffer in elf Ligaspielen, ehe er danach seine aktive Laufbahn als Profifußballer beendete.